# Tomasa del Real
Valeria Cisternas (Iquique, 7 de diciembre de 1986), conocida artísticamente como Tomasa del Real, es una cantante, compositora y productora musical chilena. Es conocida por acuñar el término «neoperreo» para referirse al subgénero derivado del reguetón.

## Biografía
Antes de ingresar a la música, estudió diseño de modas en Santiago. Luego se trasladó a Buenos Aires y continuó haciendo ropa y se inició en el arte de tatuar.[cita requerida]
Al regresar a Iquique, abrió una tienda para vender sus diseños y organizó, junto a amigos tatuadores, el espacio para que también se utilizara como estudio de tatuajes. Aquí comenzó a tatuar, y al inicio intercambió tatuajes por tiempo en estudios de grabación.Su gusto por el reguetón viene de su ciudad natal, en la cual se escucha frecuentemente.Tras su viaje a España, hizo conexiones con el grupo PXXR GVNG y Ms Nina, precursores del género.
En 2016, editó su primer álbum Bien y Mal, formado por nueve temas, entre los que se encuentra Tu señora. Al año siguiente, fue parte de la segunda edición del Ruidosa Fest, el primer festival musical integrado únicamente por mujeres en Latinoamérica.
Según la prensa especializada, la música de Tomasa del Real se engloba en un movimiento de artistas latinas y urbanas contemporáneas como Audra Nix, La Goony Chonga, Ms Nina o La Favi.
En enero de 2019 fue anunciada su participación en el festival estadounidense de música Coachella. Formó parte del evento en abril de aquel año junto a otras dos artistas chilenas, Mon Laferte y Javiera Mena.
Tomasa es miembro votante de la Academia Latina de Artes y Ciencias de la Grabación.
En 2022 su canción «Barre con el pelo» fue incluida en el Top 100 Mejores canciones de Reggaeton de la historia por la revista Rolling Stone.

## Discografía

### Álbumes de estudio
Lista de álbumes de estudio, con detalles seleccionados
| Título          | Detalles | Lista de canciones |
| --------------- | --- | --- |
| Bien Y Mal      | - Lanzamiento: 22 de marzo de 2016 - Discográfica: Enciclopedia Color - Formato: Álbum en Streaming                | 1. Bonnie N Clyde (ft. La Mafia del Amor) 2. Dientes de Oro (Prod. Deltatron) 3. Prendelo (ft. Ceaese) 4. La Vampira 5. Tu Señora (ft. Talisto) 6. Tamos Redy (Prod. Chico Sonido) 7. Arena Modernisima (ft. Boris Castro) 8. Hangover (ft. Moisturisin Mini, Paul Marmota & Lao) 9. Channel (ft. Nais Williams) |
| Bellaca del Año | - Lanzamiento: 18 de mayo de 2018 - Discográfica: Nacional Records - Formato: Álbum en Streaming, descarga digital | 1. Barre con el Pelo (Prod. DJ Blass) 2. Si o No 3. Marcame (ft. Jamez Manuel) 4. Sirena 5. Perra del Futuro 6. Nena del Callejón (ft. Alcover) 7. Toto (ft. Jamez Manuel) 8. Bellaca del Año 9. Bailame (Remix DJ Blass) |
| TDR             | - Lanzamiento: 31 de mayo de 2019 - Discográfica: Nacional Records - Formato: Álbum en Streaming, descarga digital | 1. Neoperreo Bailoteo (Prod. Mista Greenz, DJ Blass & El Licenciado) 2. Ella Quiere Culiar (Prod. Deltatron & El Licenciado) (ft. DJ Sustancia & TECH GRL) 3. Perrea Conmigo (Prod. Maicol Superstar, DJ Urba & El Licenciado) (ft. DJ Blass) 4. Los Dueños del Neoperreo (Prod. Nass G, El Licenciado & DJ Sustancia) (ft. Ceaese, Galanjah & Fabien) 5. Braty Puti (Prod. Mista Greenz, DJ Blass & El Licenciado) (ft. Eli Fantasy) 6. Dinamita (Prod. El Licenciado & Brunog) (ft. Ceaese) 7. Y Nos Vamos (Prod. Deltatron & El Licenciado) (ft. DJ Sustancia) 8. Tu Perdicion (Prod. Geeflowllc) (ft. Fabien) 9. Quiere Que Me Tape (Prod. Geeflowllc) 10. Contigo (Prod. Geeflowllc) |
| Revenge Pxrn    | - Lanzamiento: 2 de marzo de 2023 - Discográfica: Neoperreo - Formato: EP en Streaming                             | 1. Dembow Pxrno 2. Putx Loca 3. Tesla 4. No More 5. Baddie (ft. Nixie) |

### Sencillos

#### Como artista principal
Lista de sencillos como artista principal con título, año de lanzamiento y título del álbum
| Año  | Canción                                                                          | Álbum              |
| ---- | -------------------------------------------------------------------------------- | ------------------ |
| 2016 | «Tu Señora» (Con Talisto)                                                        | Bien Y Mal         |
| 2016 | «Toto» (Con Jamez Manuel)                                                        | Bien Y Mal         |
| 2018 | «Barre Con El Pelo» (Con DJ Blass)                                               | Bellaca Del Año    |
| 2018 | «Si o No (Electrocumbia Remix)»                                                  | Bellaca Del Año    |
| 2019 | «Contigo»                                                                        | TDR                |
| 2019 | «Braty Puti» (Con Eli Fantasy)                                                   | TDR                |
| 2019 | «Los Dueños del Neoperreo» (Con Ceaese, Galanjah, Fabien, Nass G & DJ Sustancia) | TDR                |
| 2021 | «Sex Tape» (Con Jamez Manuel, Kid Luciifer & TECH GRL)                           | Sencillo sin álbum |

#### Como artista invitado
Lista de sencillos como artista invitado con título, año de lanzamiento y álbum
| Año  | Canción                                                                  | Álbum                  |
| ---- | ------------------------------------------------------------------------ | ---------------------- |
| 2016 | «Una Peta en el Barrio» (Con Adan Cruz)                                  | Eso Es                 |
| 2017 | «Lluvia» (Con La Favi & Ms Nina)                                         | Reír & Llorar - EP     |
| 2017 | «Fiestas Caras» (Con New Layer)                                          | Nocturno               |
| 2017 | «Loco» (Con MANCANDY & Brunog)                                           | Sencillo sin álbum     |
| 2018 | «Todas en Bikini» (Con B-Fox)                                            | Sencillo sin álbum     |
| 2018 | «Poquito» (Con Paul Marmota & Lao)                                       | Zona                   |
| 2018 | «Tarjeta 666» (Con Paul Marmota)                                         | Zona                   |
| 2018 | «Muerde la Manzana» (Con Chico Sonido & La Goony Chonga)                 | Muerde la Manzana - EP |
| 2018 | «Tú Me Gustas» (Con Chico Sonido & La Goony Chonga)                      | Muerde la Manzana - EP |
| 2018 | «Solo Yo» (Con Chico Sonido & La Goony Chonga)                           | Muerde la Manzana - EP |
| 2019 | «Y Dime» (Con Ms Nina)                                                   | Sencillo sin álbum     |
| 2019 | «4.20» (Con Nass G & TECH GRL)                                           | Sencillo sin álbum     |
| 2019 | «Estamos Calle (Remix)» (Con Rey Menace, Moonkey & Tego Calderon)        | Sencillo sin álbum     |
| 2020 | «Venganza Katana» (Con Paul Marmota)                                     | Zona II                |
| 2020 | «Brujeria» (Con Kid Luciifer)                                            | Sencillo sin álbum     |
| 2020 | «Hot» (Con Virgen Maria)                                                 | Devil                  |
| 2020 | «Cyberluv» (Con King Doudou & Albany)                                    | Sencillo sin álbum     |
| 2020 | «TOMYBAE» (Con Merca Bae)                                                | Sencillo sin álbum     |
| 2020 | «Tribales)» (Con Fuete Billete)                                          | MMXX                   |
| 2020 | «Salvaje (Bravo & Tomasa del Real Remix)» (Con Pabllo Vittar & Bravo)    | 111 DELUXE             |
| 2020 | «Te Gusta el Perreo?» (Con LIZZ & DJ Sustancia)                          | Sencillo sin álbum     |
| 2021 | «Nalgotica» (Con Cachorra)                                               | Sencillo sin álbum     |
| 2021 | «La Puteria» (Con LIZZ)                                                  | Sencillo sin álbum     |
| 2021 | «Gasolina» (Con CutThroatCrew)                                           | High Voltage           |
| 2021 | «La Bella Bellaki» (Con Sassyggirl, LIZZ & DJ Sustancia)                 | Intima                 |
| 2023 | «Elfe (Remix)» (Con Holi Rare)                                           | Sencillo sin álbum     |
| 2023 | «AMIGA» (Con LIZZ)                                                       | Sencillo sin álbum     |
| 2023 | «69» (Con Paul Marmota)                                                  | Zona III               |
| 2023 | «Majestic» (Con Paul Marmota & TECH GRL)                                 | Zona III               |
| 2023 | «Majestic (Marcos Damian Velazquez Remix)» (Con Paul Marmota & TECH GRL) | Zona III               |